# Yurihonjō
Yurihonjō (japanisch 由利本荘市, Yuri-Honjō-shi) ist eine Stadt in der Präfektur Akita auf Honshū, der Hauptinsel von Japan.

## Geographie
Yurihonjō liegt südlich von Akita und nördlich von Sakata am Japanischen Meer. Durch die Stadt fließt von Südosten kommend der Koyoshi. An seinem Oberlauf liegt der Hottai-Wasserfall.

## Geschichte

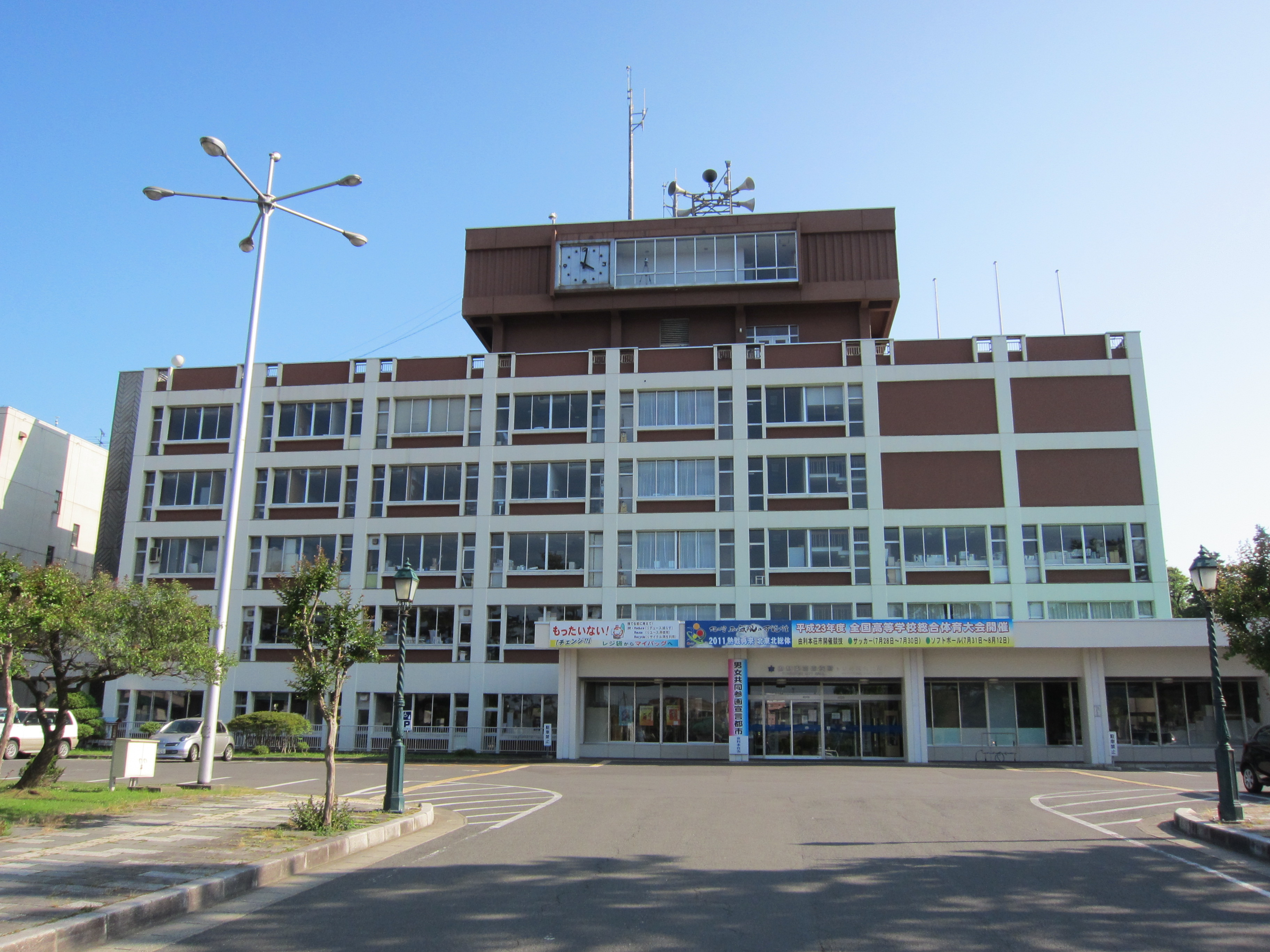
Rathaus

Die Stadt Yurihonjō entstand am 22. März 2005 aus dem Zusammenschluss der Stadt Honjō (本荘市, -shi), sowie den Gemeinden Yashima (矢島町, -machi), Iwaki (岩城町, -machi), Yuri (由利町, -machi), Nishime (西目町, -machi), Chōkai (鳥海町, -machi), Higashiyuri (東由利町, -machi) und Ōuchi (大内町, -machi) des Landkreises Yuri.

## Verkehr
- Straße:
  - Nihonkai-Tōhoku-Autobahn
  - Nationalstraße 7: nach Aomori und Niigata
  - Nationalstraßen 105, 107, 108, 341, 398
- Zug:
  - JR Uetsu-Hauptlinie

## Söhne und Töchter der Stadt
- Kanezō Muraoka, Politiker
- Akira Endō (1933–2024), Biochemiker
- Toshiyuki Igarashi (* 1984), Boxer

## Angrenzende Städte und Gemeinden
- Präfektur Akita
  - Akita
  - Yokote
  - Yuzawa
  - Daisen
  - Nikaho
  - Ugo
- Präfektur Yamagata
  - Sakata
  - Yuza
  - Mamurogawa